# Environmentalizam
Environmentalizam ili ekološka prava su široka filozofija, ideologija i društveni pokret koji se odnosi na brigu o zaštiti životne sredine i poboljšanju zdravlja životne sredine, posebno jer mera za to zdravlje nastoji da uključi uticaj promena životne sredine na ljude, životinje, biljke i neživu materiju. Dok se environmentalizam u većoj meri fokusira na ekološke i prirodne aspekte zelene ideologije i politike, ekologija kombinuje ideologiju socijalne ekologije i environmentalizam. Ekologija se češće koristi u kontinentalnim evropskim jezicima, dok se u engleskom jeziku češće koristi environmentalizam, mada reči imaju donekle različite konotacije. Environmentalista je osoba koja se angažuje na rešavanju problema životne sredine, naročito problema vezanih za zaštitu ekosistema, zagađenje, očuvanje ugroženih vrsta. Mnogi socijalni radnici aktivno učestvuju u pokretima za zdraviju sredinu.
Environmentalizam zagovara očuvanje, obnavljanje i/ili poboljšanje prirodnog okruženja i kritičnih elemenata ili procesa zemaljskog sistema poput klime, i može se nazvati pokretom za kontrolu zagađenja ili zaštitom biljne i životinjske raznolikosti. Iz tog razloga, koncepti kao što su zemljišna etika, environmentalna etika, biodiverzitet, ekologija i hipoteza o biofiliji pretežno su zastupljeni.
U svojoj suštini, environmentalizam je pokušaj da se uravnoteže odnosi između ljudi i različitih prirodnih sistema od kojih oni zavise na takav način da se svim komponentama obezbedi odgovarajući stepen održivosti. Tačne mere i ishodi ove ravnoteže su kontroverzni i postoji mnogo različitih načina da se briga za životnu sredinu izrazi u praksi. Environmentalizam i brige o životnoj sredini su često predstavljeni zelenom bojom, mada su ovu asocijaciju prisvojile marketinške industrije za taktiku poznatu kao ekomanipulacija.
Environmentalizam se suprotstavlja antienvironmentalizmu, koji zastupa stav da je Zemlja manje krhka nego što to neki ekolozi navode, i portretiše environmentalizam kao preterano reagovanje na ljudski doprinos klimatskim promenama ili kao protivljenje ljudskom napretku.

## Definicije
Environmentalizam označava društveni pokret koji nastoji da utiče na politički proces lobiranjem, aktivizmom i obrazovanjem radi zaštite prirodnih resursa i ekosistema.
Environmentalista je osoba koja se zalaže za očuvanje prirodnog okruženja i održivo upravljanje raspoloživim resursima kroz promene u javnoj politici ili ophođenju pojedinca. To može da uključuje podršku praksama kao što su informisana potrošnja, inicijative očuvanja, ulaganja u obnovljive resurse, poboljšana efikasnosti materijalne ekonomije, prelazak na nove računovodstvene paradigme kao što su ekološka ekonomija, obnavljanje i oživljavanje naših veza sa živim svetom izvan ljudskog, ili čak donošenje odluka o smanjenju broja dece radi redukcije potrošnje i pritiska na resurse. Na razne načine (na primer, lokalni aktivizam i protesti), environmentalisti i organizacije za zaštitu životne sredine nastoje da prirodnom svetu daju jači glas.
Uopšteno gledano, ekolozi se zalažu za održivo upravljanje resursima, i zaštitu (ili obnavljanje, kad je neophodno) prirodnog okruženja kroz promene u javnoj politici i ponašanju pojedinca. U svom priznavanju čovečanstva kao učesnika u ekosustavima, pokret je usredsređen na ekologiju, zdravlje i ljudska prava.

## Istorija
Nastojanja za zaštitu životne sredine pojavljivala se u različitim oblicima, u različitim delovima sveta, tokom istorije. Najranije ideje o protekcionizmu okoline mogu se naći u džainizmu, koji je Mahavira oživeo u 6. veku pre nove ere u drevnoj Indiji. Džinizam zastupa gledište koje se može smatrati potpuno kompatibilnim sa osnovnim vrednostima na kojima počiva environmentalni aktivizam, tj. zaštitom života nenasiljem; što bi moglo da formira osnovu snažnog ekološkog etosa, čime se gledište ove religije dodaje globalnim pozivima za zaštitu životne sredine. Učenja džainizma o simbiozi između svih živih bića i pet elemenata - zemlje, vode, vazduha, vatre i svemira, danas efektivno čine osnovu nauke o životnoj sredini.
U Evropi je engleski kralj Edvard I zabranio spaljivanje morskog uglja proklamacijom u Londonu 1272. godine, nakon što je dim postao problem. To gorivo je bilo toliko uobičajeno u Engleskoj da je njegov najraniji naziv proistekao iz toga da mogao ručnim kolicima odnositi sa dela morske obale.
Tokom ranog period islamske istorije na Bliskom Istoku, kalif Ebu Bekr je tokom 630-ih naredio je svojoj vojsci da „ne nanose štetu drveću, i da ga ne pale vatrom”, i da „ne ubijaju ničije neprijateljsko stado, osim za svoju hranu”. Arapske medicinske traktate tokom razdoblja 9. do 13. veka koji se bave environmentalizmom i naukom o životnoj sredini, uključujući zagađenje, napisali su Al Kindi, Kusta ibn Luka, Al-Razi, i niz drugih. Njihovi radovi obuhvatali su niz tema vezanih za zagađenje, kao što su zagađenje vazduha, zagađenje vode, zagađenje tla, neadekvatno rukovanje komunalnim čvrstim otpadom i procena uticaja na životnu sredinu određenih lokaliteta.

## Literatura
- Овај чланак или његов део изворно је преузет из Речника социјалног рада Ивана Видановића уз одобрење аутора.
- Daynes, Byron W., and Glen Sussman, eds. White House Politics and the Environment: Franklin D. Roosevelt to George W. Bush (Texas A&M University Press; 2010) 300 pages; evaluates how 12 presidents helped or hindered the cause of environmental protection.
- Johnson, Erik W.; Frickel, Scott (август 2011). „Ecological Threat and the Founding of U.S. National Environmental Movement Organizations, 1962–1998”. Social Problems. 58 (3): 305—29. doi:10.1525/sp.2011.58.3.305..
- Martell, Luke. „Ecology and Society: An Introduction”. Polity Press, 1994.
- Lear, Linda (1997). Rachel Carson: Witness for Nature. New York: Henry Holt and Company. ISBN 978-0-8050-3428-8.
- de Steiguer, J. Edward. (2006). The Origins of Modern Environmental Thought. University of Arizona Press. ISBN 978-0-8165-2461-7.. Tucson. 246 pp.
- John McCormick. 1995. The Global Environmental Movement. John Wiley. London. 312 pp.
- Tooze, Adam (6. 6. 2019). „Democracy and Its Discontents”. The New York Review of Books., vol. LXVI, no. 10 , pp. 52–53, 56–57.  "Democracy has no clear answer for the mindless operation of bureaucratic and technological power.  We may indeed be witnessing its extension in the form of artificial intelligence and robotics.  Likewise, after decades of dire warning, the environmental problem remains fundamentally unaddressed.... Bureaucratic overreach and environmental catastrophe are precisely the kinds of slow-moving existential challenges that democracies deal with very badly.... Finally, there is the threat du jour:  corporations and the technologies they promote."  (pp. 56–57.)
- Marco Verweij and Michael Thompson, ур. (2006). Clumsy Solutions for a Complex World: Governance, Politics and Plural Perceptions. Basingstoke: Palgrave Macmillan. ISBN 978-0-230-00230-2..
- Vogel, David (2018). California Greenin': How the Golden State Became an Environmental Leader. Princeton University Press. ISBN 978-0-691-17955-1.. online review
- World Bank, „"Sustainable Development in a Dynamic World: Transforming Institutions, Growth, and Quality of Life"”. 2003. Архивирано из оригинала 17. 05. 2008. г. Приступљено 20. 11. 2019., World Development Report 2003, International Bank for Reconstruction and Development and Oxford University Press.
- Keith M. Woodhouse (2009). „The Politics of Ecology: Environmentalism and Liberalism in the 1960s”. Journal for the Study of Radicalism. 2 (2): 53—84. doi:10.1353/jsr.0.0008.
- Adams, W. M.; Jeanrenaud, S. J. (2008). Transition to Sustainability: Towards a Humane and Diverse World (PDF). Gland, Switzerland: IUCN. ISBN 978-2-8317-1072-3. Архивирано из оригинала (PDF) 18. 05. 2009. г. Приступљено 02. 08. 2020. Непознати параметар |name-list-style= игнорисан (помоћ)
- Clarke, R.; King, J. (2006). The Atlas of Water. London: Earthscan. ISBN 978-1-84407-133-3. Непознати параметар |name-list-style= игнорисан (помоћ)
- Huesemann, M. H.; Huesemann, J. A. (2011). Technofix: Why Technology Won't Save Us or the Environment. Gabriola Island, Canada: New Society Publishers. ISBN 978-0-8657-1704-6. Непознати параметар |name-list-style= игнорисан (помоћ)
- Kovel, J. (2007). The Enemy of Nature: The End of Capitalism or the End of the World?. New York, NY: Zed Books Ltd. ISBN 978-1-84277-871-5.
- Krebs, C. J. (2001). Ecology: the Experimental Analysis of Distribution and Abundance. Sydney: Benjamin Cummings. ISBN 978-0-321-04289-7.
- Magdoff, F.; Foster, J. B. (2011). What Every Environmentalist Needs to Know About Capitalism: A Citizen's Guide to Capitalism and the Environment. New York: Monthly Review Press. ISBN 978-1-58367-241-9. Непознати параметар |name-list-style= игнорисан (помоћ)
- Millennium Ecosystem Assessment (2005). Ecosystems and Human Well-being: Biodiversity Synthesis (PDF). Washington, DC: World Resources Institute.
- Adams, Jonathan S.; McShane, Thomas O. Myth of Wild Africa: Conservation without Illusion. 1992.. 266p; covers 1900 to 1980s
- Anderson, David; Grove, Richard (1988). Conservation in Africa: People, Policies & Practice.
- Bolaane, Maitseo.  Bolaane, Maitseo (април 2005). „Chiefs, Hunters & Adventurers: The Foundation of the Okavango/Moremi National Park, Botswana”. Journal of Historical Geography. 31 (2): 241—259. doi:10.1016/j.jhg.2004.12.023.
- Carruthers, Jane. "Africa: Histories, Ecologies, and Societies," Environment and History, 10 (2004), pp. 379–406;
- Showers, Kate B (2005). Imperial Gullies: Soil Erosion and Conservation in Lesotho.
- Economy, Elizabeth (2010), The River Runs Black: The Environmental Challenge to China's Future
- Elvin, Mark (2006). The Retreat of the Elephants: An Environmental History of China.
- Grove, Richard H.; Damodaran, Vinita jain; Sangwan, Satpal. Nature and the Orient: The Environmental History of South and Southeast Asia. 1998.. 1036pp
- Johnson, Erik W., Saito, Yoshitaka, and Nishikido, Makoto (новембар 2009). „Organizational Demography of Japanese Environmentalism”. Sociological Inquiry. 79 (4): 481—504. doi:10.1111/j.1475-682X.2009.00304.x.
- Thapar, Valmik (1998). Land of the Tiger: A Natural History of the Indian Subcontinent.
- Boyer, Christopher (2015). Political Landscapes: Forests, Conservation, and Community in Mexico. Duke University Press.
- Dean, Warren (1997). With Broadax and Firebrand: The Destruction of the Brazilian Atlantic Forest.
- Evans, S (1999). The Green Republic: A Conservation History of Costa Rica. University of Texas Press. ISBN 978-0-292-72101-2.
- Funes Monzote, Reinaldo (2008). From Rainforest to Cane Field in Cuba: An Environmental History since 1492.
- Melville, Elinor G. K (1994). A Plague of Sheep: Environmental Consequences of the Conquest of Mexico..
- Miller, Shawn William (2007). An Environmental History of Latin America.
- Noss, Andrew and Imke Oetting. (2005). „Hunter Self-Monitoring by the Izoceño -Guarani in the Bolivian Chaco”. Biodiversity & Conservation. 14 (11): 2679—2693. Bibcode:2005BiCon..14.2679N. doi:10.1007/s10531-005-8401-2..
- Simonian, Lane (1995). Defending the Land of the Jaguar: A History of Conservation in Mexico.
- Wakild, Emily (2011). An Unexpected Environment: National Park Creation, Resource Custodianship, and the Mexican Revolution. University of Arizona Press..
- Arnone Sipari, Lorenzo (2011). Scritti scelti di Erminio Sipari sul Parco Nazionale d'Abruzzo (1922-1933).
- Bonhomme, Brian (2005). Forests, Peasants and Revolutionaries: Forest Conservation & Organization in Soviet Russia, 1917-1929.
- Cioc, Mark (2002). The Rhine: An Eco-Biography, 1815-2000..
- Simmons, I.G. An Environmental History of Great Britain: From 10,000 Years Ago to the Present (2001).
- Weiner, Douglas R (2000). Models of Nature: Ecology, Conservation and Cultural Revolution in Soviet Russia.. covers 1917 to 1939.
- Bates, J. Leonard (1957). „Fulfilling American Democracy: The Conservation Movement, 1907 to 1921”. The Mississippi Valley Historical Review. 44 (1): 29—57. JSTOR 1898667. doi:10.2307/1898667.
- Brinkley, Douglas G (2009). The Wilderness Warrior: Theodore Roosevelt and the Crusade for America. ISBN 978-0060565312..
- Cawley, R. McGreggor (1993). Federal Land, Western Anger: The Sagebrush Rebellion and Environmental Politics. University Press of Kansas. ISBN 978-0-7006-0613-9.. on conservatives
- Flippen, J. Brooks (2000). Nixon and the Environment. University of New Mexico Press. ISBN 978-0-8263-1993-7..
- Hays, Samuel P (1987). Beauty, Health, and Permanence: Environmental Politics in the United States, 1955–1985. Cambridge University Press. ISBN 978-0-521-32428-1.. the standard scholarly history
  - Hays, Samuel P (2000). A History of Environmental Politics since 1945.. shorter standard history
- Hays, Samuel P (1959). Conservation and the Gospel of Efficiency. Cambridge, Harvard University Press.. on Progressive Era.
- King, Judson (2009). The Conservation Fight, From Theodore Roosevelt to the Tennessee Valley Authority.
- Nash, Roderick, Wilderness and the American Mind, (3rd ed. 1982), the standard intellectual history
- Pinchot, Gifford (1922). „Conservation Policy”. Encyclopædia Britannica (12 изд.).
- Rothmun, Hal K (1998). The Greening of a Nation? Environmentalism in the United States since 1945.
- Scheffer, Victor B (1991). The Shaping of Environmentalism in America. University of Washington Press. ISBN 978-0-295-97060-8..
- Sellers, Christopher (2012). Crabgrass Crucible: Suburban Nature and the Rise of Environmentalism in Twentieth-Century America.
- Strong, Douglas H (1988). Dreamers & Defenders: American Conservationists.. good biographical studies of the major leaders
- Taylor, Dorceta E (2016). The Rise of the American Conservation Movement: Power, Privilege, and Environmental Protection. Duke University Press.. x, 486 pp.
- Turner, James Morton (2009). „"The Specter of Environmentalism": Wilderness, Environmental Politics, and the Evolution of the New Right”. The Journal of American History. 96 (1): 123—148. JSTOR 27694734. doi:10.2307/27694734. Архивирано из оригинала 2009-07-03. г.
- Vogel, David (2018). California Greenin': How the Golden State Became an Environmental Leader. Princeton University Press. ISBN 978-0-691-17955-1.. online review

## Spoljašnje veze
- Environment на веб-сајту  (језик: енглески)
- PTI (20. 4. 2016). „Lord Mahavir was a great environmentalist: Fadnavis”. Times of India. Приступљено 29. 4. 2019.